# (511002) 2013 MZ5
2013 أم زد 5 (ويعرف أيضًا باسم (511002) 2013 أم زد 5 وفق تسمية الكوكب الصغير) (بالإنجليزية: 2013 MZ5)‏ هو كويكب ضمن حزام الكويكبات؛ وترتيبه 511002 من حيث الاكتشاف.
اكتُشف هذا الجُرم الفلكي بواسطة مقراب بان ستارز في 18 يونيو 2013.

## وصلات خارجية
- (511002) 2013 MZ5 في قاعدة بيانات مختبر الدفع النفاث لأجرام النظام الشمسي الصغيرة

- الاكتشاف · مخطط المدار ·  العناصر المدارية · المعلمات المادية

- (511002) 2013 MZ5 على موقع ويكي سكاي: DSS2, SDSS, GALEX, IRAS, Hydrogen α, X-Ray, Astrophoto, Sky Map, Articles and images

قالب:الكواكب الصغيرة: 511001–512000